# Piper liesneri
Piper liesneri är en pepparväxtart som beskrevs av J.A. Steyermark. Piper liesneri ingår i släktet Piper och familjen pepparväxter. Inga underarter finns listade i Catalogue of Life.